# Костюков Сергій Миколайович
Сергій Миколайович Костюков (нар. 11 вересня 1975) — український футболіст, нападник.

## Життєпис
Вихованець «Нафтовика». Дорослу футбольну кар'єру розпочав 1991 року в аматорському колективі «Вікторія» (Лебедин). Наступного року повернувся до «Нафтовика». У футболці охтирського клубу дебютував 1 серпня 1992 року в переможному (1:0) виїзному поєдинку 1/64 фіналу кубку України проти лозівського «Авангарду». Сергій вийшов на поле на 85-ій хвилині, замінивши Бориса Шуршина. У Першій лізі України дебютував 11 серпня 1992 року в переможному (2:1) виїзному поєдинку 1-го туру проти франківського Прикарпаття. Костюков вийшов на поле на 88-ій хвилині, замінивши Олексія Грачова. Єдиним голом за «Нафтовик» відзначився 11 жовтня 1994 року на 31-ій хвилині переможного (5:3) виїзного поєдинку 14-го туру Першої ліги проти макіївського «Бажанівця». Сергій вийшов на поле в стартовому складі, а на 79-ій хвилині його замінив Сергій Листопадов. За три сезони, проведені в охтирському клубі, у Першій лізі України зіграв 48 матчів (1 гол), ще 2 поєдинки провів у кубку України. Окрім матчів за «Нафтовик», виступав в оренді за інші клуби. У сезоні 1993/94 років зіграв 2 матчі (1 гол) за «Електрон» (Ромни) в Третій лізі України, а також 6 матчів в аматорському чемпіонаті України за «Спартак». У сезоні 1994/95 років провів 15 поєдинків в аматорському чемпіонаті України за охтирський «Нафтовик-2».
Напередодні старту сезону 1995/96 років перейшов до «Темп-Адвісу». Дебютував у футболці хмельницького клубу 4 серпня 1995 року в програному (0:1) виїзному поєдинку 1-го туру Першої ліги проти кременчуцького «Нафтохіміка». Костюков вийшов на поле в стартовому складі та відіграв увесь матч. Цей матч виявився єдиним для гравця в складі вище вказаного клубу. Восени 1995 року підсилив «Явір». У футболці краснопільського клубу дебютував 24 вересня 1995 року в нічийному (1:1) домашньому поєдинку 14-го туру Першої ліги проти олександрійської «Поліграфтехніки». Сергій вийшов на поле на 75-ій хвилині, замінивши Сергія Шелестінського. Дебютним голом у футболці «Явора» відзначився 13 вересня 1996 року на 88-ій хвилині переможного (2:0) домашнього поєдинку 11-го туру Першої ліги проти макіївського «Шахтаря». Костюков вийшов на поле в стартовому складі та відіграв увесь матч. За три неповні сезони, проведені в краснопільському клубі, зіграв 86 матчів (11 голів) у Першій лізі та 9 матчів (1 гол) у кубку України.
Влітку 1998 року перебрався в «Металіст». Дебютував у футболці харківського клубу 7 липня 1998 року в програному (0:2) виїзному поєдинку 1-го туру Вищої ліги України проти маріупольського «Металурга». Сергій вийшов на поле в стартовому складі та відіграв увесь матч. Дебютним голом за «Металіст» відзначився 30 серпня 1998 року на 44-ій хвилині програного (2:4) домашнього поєдинку 9-го туру Вищої ліги проти полтавської «Ворскли». Костюков вийшов на поле в стартовому складі, а на 79-ій хвилині його замінив Віталій Скиш. За чотири з половиною сезони у складі команди зіграв 69 матчів (6 голів) у чемпіонатах України та 8 поєдинків у кубку України. Також протягом вище вказаного періоду захищав кольори фарм-клубу харків'ян, «Металіста-2», за який провів 14 матчів у Другій лізі України.
Під час зимової перерви сезону 2002/03 років повернувся до «Нафтовика». У футболці охтирського клубу дебютував 19 березня 2003 року в нічийному (0:0) виїзному поєдинку 19-го туру Першої ліги проти київського ЦСКА. Сергій вийшов на поле в стартовому складі та відіграв увесь матч. Єдиним голом за «нафтовиків» відзначився 25 квітня 2003 року на 56-ій хвилині нічийного (1:1) виїзного поєдинку проти київського «Динамо-2». Костюков вийшов на поле в стартовому складі, на 43-ій хвилині отримав жовту картку, а на 73-ій хвилині його замінив Олександр Піненко. Провів у команді три неповних сезони, за цей час у Першій лізі України зіграв 55 матчів (1 гол), ще 1 поєдинок провів у кубку України. Про подальшу кар'єру дані відсутні. З 2015 по 2016 рік виступав за лебединський ЛНЗ у чемпіонаті Черкаської області.

## Досягнення
«Нафтовик-Укрнафта»
- Перша ліга України
  -  Бронзовий призер (2): 1992/93, 2003/04